# جيلبيرتو ماسينا
جيلبيرتو ماسينا (بالبرتغالية: Gilberto Macedo da Macena or Gilberto Macena‏) (1 أبريل 1984 بريو دي جانيرو في البرازيل - ) هو لاعب كرة قدم برازيلي في مركز الهجوم. لعب مع جيجيانغ غرينتاون وشاندونغ لونينغ ونادي القادسية ونادي بوريرام يونايتد ونادي هورسينس وHolbæk B&I ‏ وكومرسيال ‏.

## وصلات خارجية
- جيلبيرتو ماسينا على موقع قاعدة بيانات كرة القدم.إي يو (الإنجليزية)
- جيلبيرتو ماسينا على موقع Soccerway.com (الإنجليزية)
- جيلبيرتو ماسينا على موقع عالم كرة القدم.نت (الإنجليزية)